# Josef Sušánek
Josef Sušánek (5. září 1896 Vrbno nad Lesy – 20. března 1945 Malá pevnost Terezín) byl československý dobrovolný hasič, velitel Okresní hasičské jednoty Slaný a odbojář umučený nacisty.

## Biografie

### Mládí a služba v armádě
Narodil se 5. září roku 1896 ve Vrbně nad Lesy do rodiny strojníka a domkáře Josefa Sušánka (* 1868) a Anny Raifové (* 1874). V rodném Vrbně nad Lesy vychodil obecní školu, následně tzv. školu pokračovací v sousedním Panenském Týnci.
Dne 16. prosince 1915 započal službu u c. a k. zeměbraneckého pluku č. 9 (pozdější střelecký pluk). Bojů první světové války se neúčastnil. Jeho prvotním domovským okresním velitelstvím byl Chomutov, po vzniku Československa Most s výzbrojní stanicí v Terezíně (pěší pluk č. 42). O pět let později, 15. prosince 1920 byl převelen do I. zálohy. Vojenská knížka dokládá jeho účast na pravidelných vojenských cvičeních, poslední záznam o cvičení ve zbrani pochází z roku 1929.

### Pracovní a rodinný život
Žil ve Slaném, kde pracoval jako soustružník kovů v ČKD, tamtéž se osobně účastnil prvorepublikových dělnických stávek. Během této životní etapy vystřídal několik povolání, živil se jako strojník v městských vodárnách a jako autodopravce. Ve dvacátých letech 20. století byl aktivním členem Dělnické tělocvičné jednoty Slaný. Pracoval také ve Federaci dělnických tělocvičných jednot a Jednotě proletářské tělovýchovy jako náčelník jednoty a později jako krajský náčelník. Při vzniku KSČ v roce 1921 se jakožto příznivec dělnického hnutí stal jejím členem. Později členství pro nesouhlas s vývojem ukončil.  
Původně žil na adrese Všehlušická č. p. 414, v budově tehdejších vodáren města Slaný. Následně zakoupil parcelu v městské části Slaný–Na Skalkách, kde postavil dům s č. p. 841. Bydlel zde s manželkou Marií Sušánkovou, rozenou Procházkovou (* 1899), z jejichž manželství měl dceru Věru a syna Jiřího. 
Josef Sušánek byl blízkým přítelem JUDr. Miroslava Hakena, se kterým udržoval vztah v hasičském sboru. Sušánkova dcera Věra (* 1920) později pracovala jako administrativní pracovnice v Hakenově advokátní kanceláři ve Slaném. 

### Hasič
Byl členem dobrovolného hasičského sboru města Slaný, ve kterém původně působil v záloze jakožto ochranný člen. Na této pozici, ve které byla jeho činnost omezena na příležitostnou výpomoc působil až do roku 1931. Tehdy se po aktivní pomoci při hašení požáru budovy pod Slánskou horou rozhodl vstoupit do činných řad československého hasičstva. Učinil tak na základě návrhu velitele sboru Šámala, kterému pomohl na místo zásahu dopravit motorovou stříkačku. Od roku 1939 Sušánek působil jako hlavní velitel Okresní hasičské jednoty č. 40 (I. obvod Slaný–Vrabíčkův).
  

Na tuto důležitou etapu svého života později vzpomínal v Památníku vydaném při otevření hasičského domu ve Slaném:
| „ | Po uhašení požáru rozmlouval jsem s br. Šámalem, který mně během debaty navrhl, nechtěl-li bych vstoupit do činných řad českého hasičstva. Uvědomiv si a rozváživ, kolik dobrého pro lidstvo hasičstvo vykonává, nezaváhal jsem a uposlechnuv pokynu br. Šámala, přihlásil jsem se do činného členstva hasičského sboru ve Slaném. Bratrským prostředním a zájmem o práci a činnost ve sboru vžilo se mi hasičství v krátké době do krve a než se rok s rokem sešel, obdržel jsem již funkci činovníka v župě, ve které jsem působil až do loňského roku, kdy jsem byl zvolen velitelem I. obvodu OHJ slánské, č. 40. | “ |

Slánští hasiči v roce 1940 slavnostně otevřeli novou budovu Hasičského domu v Lázeňské ulici, kterou dnes využívá Hasičský záchranný sbor České republiky. Velitel Josef Sušánek byl ve slánském hasičském sboru velmi aktivní, spolu se svými kolegy se podílel přímo na samotné výstavbě nové budovy a na stavbě osobně odpracoval celkem 1084 hodin.

### Protektorát Čechy a Morava, odbojové hnutí
Během německé okupace se Josef Sušánek jakožto dobrovolný hasič a vlastenec aktivní v občanské společnosti první republiky zapojil do protinacistického domácího odboje. Ačkoliv byl dle dostupných informací občan politicky levicově orientován, šlo o odboj organizovaný výhradně v hasičském prostředí.
Před zatčením Miroslava Hakena gestapem a jeho následnou popravou v červnu 1942, ukryl Sušánek společně se zpravodajem slánského hasičského sboru Františkem Herinkem materiály, které jim Haken v obavách z prozrazení předal. Starosta sboru Haken z pověření Ministerstva národní obrany přechovával zbraně, munici a písemnosti. Následný úkryt materiálů byl pravděpodobně pod úrovní terénu v prostoru zahrady manželů Herinkových.  Taktéž vlastní Sušánkova odbojová činnost spočívala v přechovávání dalších zbraní, munice a písemných materiálů. Podle informací vycházejících z poválečného dopisu od spoluvězně z Terezína, šlo o odbojovou činnost organizovanou Svazem českého hasičstva s centrálou v Plzni.

#### Zatčení, výslechy a smrt

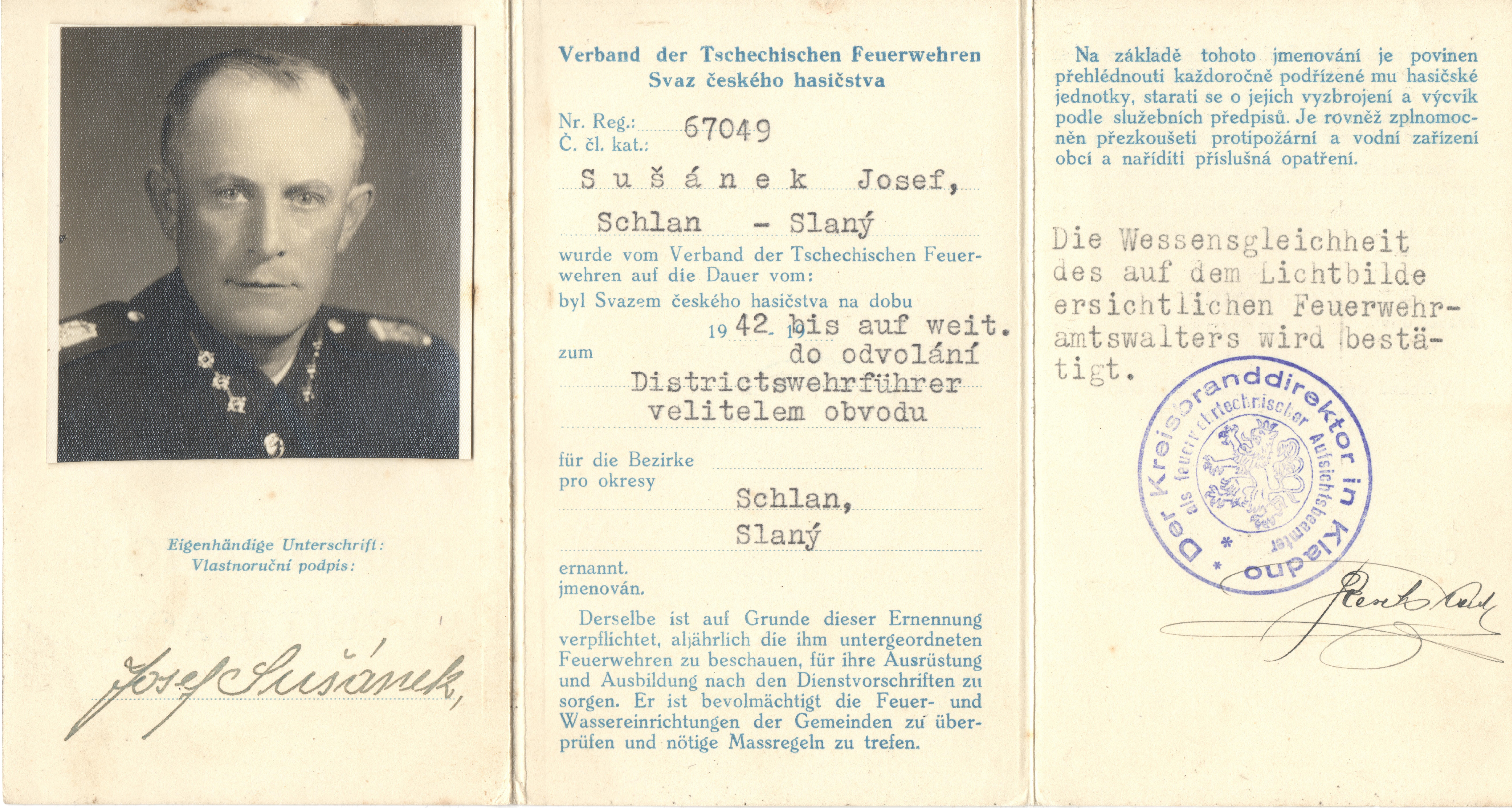
Protektorátní hasičská legitimace velitele Josefa Sušánka z roku 1942

Josef Sušánek byl kladenským gestapem pro ilegální činnost zatčen dne 27. října 1944. Po krátké vyšetřovací vazbě byl začátkem listopadu téhož roku uvězněn ve věznici v Malé pevnosti Terezín. Obviněn byl z přechovávání zbraní a účasti v hasičském odboji. V jeho osobních spisech byla uvedena poznámka o nežádoucím návratu s doplněním výborný organisátor.
V terezínské Malé pevnosti prošel Sušánek sérií krutých výslechů. Zejména 31. prosince 1944 byl brutálně mučen příslušníky kladenského gestapa a dle poválečné výpovědi spoluvězňů mu byly doslova rozbity ledviny. Dne 20. března 1945 v Krankenrevieru Malé pevnosti na následky věznění a krutého mučení umírá. Za mrtvého byl prohlášen zmíněného 20. března 1945 ve 2:00 (uvedeno v kartě vězně). Zapsaný čas úmrtí se v různých dokumentech liší, v seznamu Československého červeného kříže je uvedeno 23:30.    
V životopisném dokumentu sepsaném 23. ledna 1975 jeho potomky ve Slaném, je zaznamenané jméno kriminálního zaměstnance kladenského gestapa, který jejich otce nejvíce týral. Dotyčným příslušníkem kladenského gestapa byl Hans Skalak (* 1903). Syn Jana Skalaka a Marie Tobiášové, ženatý a bytem v Kladně č. 2818. Skalak měl na kladenské služebně nejhorší pověst a byl nechvalně proslulý pro svoji brutalitu. Zpracovával ilegální organizace, provedl zatčení členů Národního odboje a byl rovněž přímým účastníkem vyhlazení Lidic. Lidickým ženám před transportem do koncentračních táborů osobně odebíral děti a cennosti. V posledních dnech války měl být zlynčován partyzány ve starém lomu nedaleko Nového Strašecí. Dále uváděn jako nezvěstný, nebyl stíhán a souzen. 

#### Vzpomínky na utrpení během věznění v Malé pevnosti
Na přátelství, utrpení a smrt vzpomínal Sušánkův spoluvězeň, respicient finanční stráže František Vaňásek v dopise napsaném 20. června 1945 následovně:
| „ | My spolu měli jsme se rádi jako rodní bratři. Najít přítele a kamaráda v kriminále je velké umění. Váš pan otec byl velký mučedník, před Vánoci v roce 1944 přijelo kladenské gestapo a vyslýchalo jej. Vším byl vinen jeden pán z hasičského ústředí v Praze myslím, že se jmenoval (poznámka - jméno bylo v dopise začerněno). Udal na něj věci, které nebyly pravdivé, a gestapáci jej mučili, tak že se nemohl hnout a musel být odnesen na lůžko do cely č. 43/ kde spal vedle mě. Musel ležet jen na břiše, záda měl od krku až k patě celá rozsekaná, ne modrá ale černá jak vše bylo krví podlito. Asi za 10 nebo 14 dní přijeli gestapáci znovu a znovu jej mučili, že se vůbec nemohl hnout. Ošetřoval jsem jej jak jsem mohl. Jinak, když byl zdráv byl veselé mysli a z uvěznění si nic nedělal. Já dosud nejsem zdráv, bude to u mne trvat dlouhý čas než se úplně zotavím. | “ |

| „                       | Po revoluci chodili k nám a psali nám ti, kteří přežili a vyprávěli o statečnosti a nezdolném optimismu našeho otce a vzpomínali na něho jako na pevného a skvělého člověka, kterým celým životem byl. | “ |
| — Věra a Jiří Sušánkovi | |   |

## Ocenění

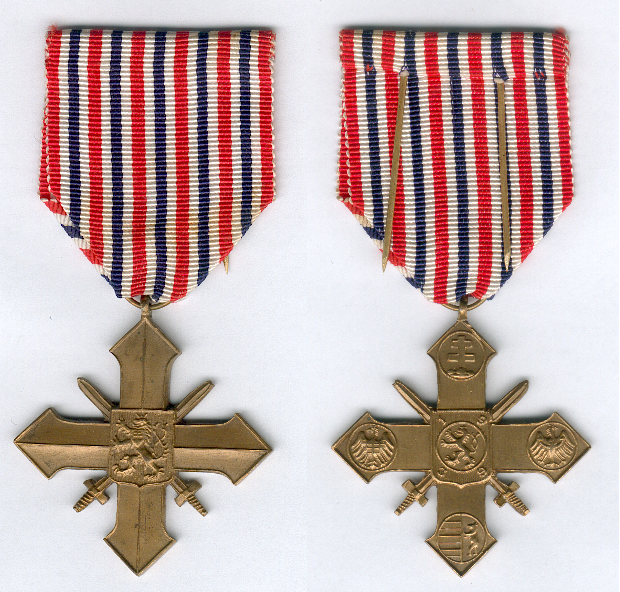
Československý válečný kříž 1939

- Dne 24. září 1946 byl prezidentem Edvardem Benešem Sušánkovi udělen Československý válečný kříž 1939 in memoriam.[2]
- Dne 7. září 1947 byla v Hasičském domě ve Slaném slavnostně odhalena pamětní deska se jmény Josefa Sušánka, Miroslava Hakena a Josefa Černého.[9]
- Sušánkovo jméno je taktéž uvedeno na pomníku obětem nacismu na Hlaváčkově náměstí ve Slaném a také na pamětní desce budovy bývalé základní školy v rodném Vrbně nad Lesy.[10] [11]
- Pohřben je na Národním hřbitově v Terezíně v hrobě číslo 264 prvního oddělení.[12]